# Polgárdi
Polgárdi város Fejér vármegyében, a Székesfehérvári járásban. 2013. január 1-től 2014. december 31-ig a Polgárdi járás székhelye volt.

## Fekvése
A vármegye délnyugati részén, a Budapestet a Balatonnal összekötő útvonalak mellett, a tó keleti végétől mintegy 12 kilométerre, a Mezőföld északnyugati csücskében a Sárrét közelében helyezkedik el.
A szomszéd települések: észak felől Úrhida, északkelet felől Kőszárhegy, kelet felől Tác és Csősz, délkelet felől Soponya, dél felől Mezőszentgyörgy, nyugat felől Füle, északnyugat felől pedig Jenő. Közigazgatási területe északkeleten érintkezik még Szabadbattyán határszélével is.

### Közlekedés

#### Közút
A város személygépkocsi-forgalma intenzív. Északkelet–délnyugat irányban halad át a területén a 7-es főút, amely Budapesttel, Székesfehérvárral és a Balatonnal köti össze, illetve a déli határában húzódik az M7-es autópálya, melynek csomópontja is van itt. Kisebb mellékutak kötik össze a települést Kislánggal (6301), Fülével (7205) és Jenőn át Nádasdladánnyal (7206); belső útjának tekinthető a 7208-as út.
Autóbuszjáratok elsősorban Székesfehérvárral kötik össze, de Kisláng, Enying, Füle is jól elérhető. Távolsági járatok Budapest, Siófok és Tamási felől közlekednek erre.

#### Vasút
A kisváros jó vasúti ellátottsággal rendelkezik. A területén két vasútvonalon három állomás és egy megállóhely található.
A településtől távolabb, délre halad a Budapest–Murakeresztúr-vasútvonal, amelyen Kiscséripuszta vasútállomás és Polgárdi-Tekerespuszta megállóhely működik. Ezen a vonalon Budapest, Székesfehérvár, Siófok, Keszthely és Nagykanizsa érhető el személyvonatokkal.
A Börgönd–Szabadbattyán–Tapolca-vasútvonal a településhez közelebb, attól északra fut két állomással, név szerint Polgárdi és Polgárdi-Ipartelepek üzemel a város területén. Budapest, Székesfehérvár, Balatonfüred és Tapolca közelíthető meg ezen a vonalon személy-, illetve gyorsvonatokkal.

## Története
Polgárdi területéről számos őskori és ókori lelet került elő, de állandó település nyomai nem kerültek elő. Mindez arra enged következtetni, hogy a környék fontosabb vándorlási útvonal mentén terült el. A mai Dunántúlt időszámításunk előtt 12-ben foglalták el a Római Birodalom csapatai. Az akkor még nagyobb kiterjedésű, partjain ingoványos Lacus Pelso (mai nevén Balaton) mentén élt a mai Polgárdi szőlőhegyén Seuso, aki gazdag római polgár, esetleg a római hadsereg magas rangú tisztje, helytartója lehetett. Valamelyik barbár betörés alkalmával rejthette el a Seuso-kincset.

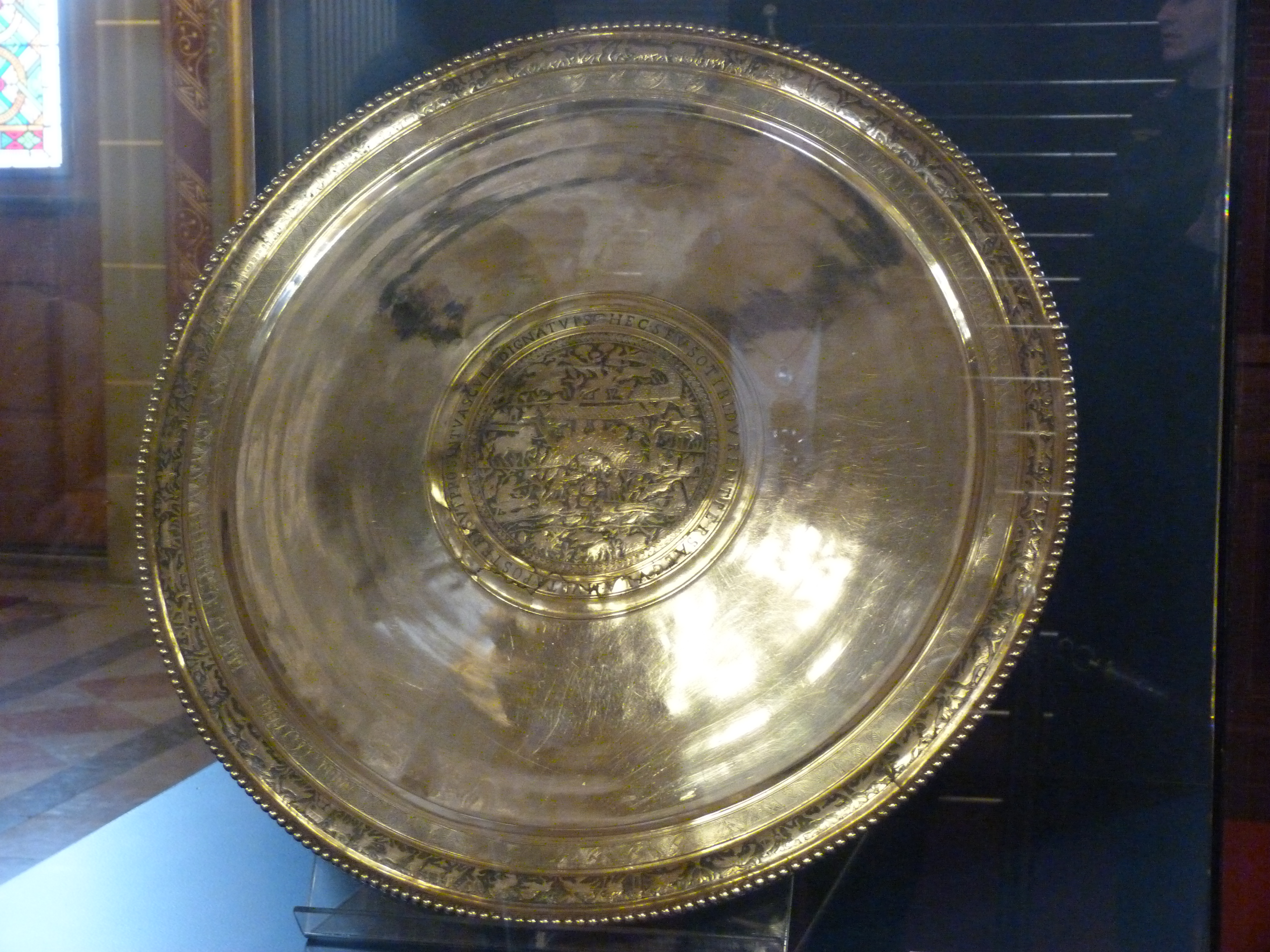
A vadásztál a Seuso-kincs egyik legfontosabb darabja. A páratlan régészeti lelet az 1970-es évek közepén került elő Polgárdi környékéről

Polgárdi térségében húzódott egy fontos római út, nem volt messze Gorsium (Tác) sem.
A középkorban három település létezett a mai Polgárdi területén: Cinca, Polgárdi és Bökénysomlyó, nyugatra klarissza kolostor helyezkedett el. Polgárdi első említése 1277-ből való. A település 1397-ben Batthyány György birtokába került, és egészen 1945-ig a Batthyányak kezén maradt.
A török fennhatóság Fehérvár 1543-as eleste után szilárdult meg a környéken, ám határterületről lévén szó sokszor kettős adóztatás áldozata lett (mind a magyar földesurak, mind a törökök fizettették a helybélieket), így népességszáma drasztikusan visszaesett.
A török kiűzése után Polgárdi környékén hamar megszerveződtek a majorságok. Polgárdi községként sok uradalmi szolgát vonzott letelepedésre, majd a 19. században polgári fejlődés indult Polgárdiban. A helyi lakosság tevékenyen részt vett az 1848-49-es szabadságharcban is.
A település korán, már 1861-ben kapcsolódott a vasúti hálózatba, a Déli Vasút Buda – Nagykanizsa vonalára, amely még ma is az egyik legfontosabb vasútvonal Magyarországon (a jelenlegi 30-as vasútvonal). Később (1909-ben) a konkurens MÁV is létesített vonalat a településen: megépült a Börgönd és Tapolca között a Balatonmelléki Helyi Érdekű Vasút (mai 44-es illetve 29-es vonalak). Így a település Érd mellett Magyarország egyedüli olyan települése lehetett, ahol két párhuzamos vasútvonal is futott anélkül, hogy érintkeztek volna valamely állomáson. Természetesen a jó infrastruktúra nagyban hozzájárult a település gazdaságának növekedéséhez, így megjelent az élelmiszer- és az építőipar.
1972-ben az M7-es autópálya megépültével a település még előnyösebb helyzetbe került, végül Polgárdi 1997. július 1-jétől a köztársasági elnöktől városi rangot kapott.
2013-tól a Polgárdi járás székhelye, mely 2014 végén megszűnt. A települések, melyek a Polgárdi járásba tartoztak, az Enyingi vagy a Székesfehérvári járás részei lettek. Polgárdi az utóbbiba került.

### Cinca
Cinca Árpád-kori település Polgárdi határába olvadt. Nevét az oklevelek 1212-ben említik először, ekkor Cincha
alakban írták. 1212-ben a Baracska nemzetség-hez tartozó Ipolit feleségéről Margaretha -ról az oklevelek feljegyezték, hogy a baracskai egyháznak adta birtokát, 2-ekére való ökörrel, 4 rab cseléddel, és egy szőlőművelővel együtt, és a birtokhoz adott még 50 ökröt, 1 kanászt is. Cinca falu ma már csak helynév Polgárdi határában, a településtől délre. Az 1928-as térképen még fel van tüntetve Czincza p néven.

### Bökénysomlyó
Bökénysomlyó a honfoglalás korában virágzó település volt, ma puszta Polgárdi határában, Székesfehérvártól és Szabadbattyántól délnyugatra. Nevét az oklevelek 1083-ban említették először, ekkor Bucan Sumliu és Bukensumlov alakokban fordult elő. A településen volt a Bökény nemzetség családi monostora. A korabeli oklevelekben maradt fenn, hogy a monostor egyik lakója Székesfehérvárott, a királyi bazilikában közreműködött I. István magyar király maradványainak oltárra emelésekor, ami a szentté avatását jelentette.
1268-ban Bökény nemzetségbeli Zakariást és a bökénysomlyói prépostot megidézték Nevegy (Alsónémedi) beiktatásánál. 1272-ben Bökénysomlyai Járdán comes leánya, Bébi Guga neje s győri káptalan előtt tesz bevallást. 1274 szeptember 26 és 29 között a gyermek IV. László hívei itt ütköztek meg a Héder nemzetségbeli Henrik fiakkal. Egy 1276-os oklevél szerint az itteni monostornak földje volt Kazsok, illetve Szil mellett (Somogy vármegye). 1287-ben Bökénysomlyai Csépán comes (ispán) királyi ember Küngös-ön (Veszprém vármegye). 1333-ban Bökény nemzetségbeli Fülöp Tabon (Somogy vármegye) kiadott oklevelében a Szabolcs vármegyei Devecserben levő birtokára költöző jobbágyoknak szabadságot ad. A monostor a Somlyó-hegyen, a mai Polgárdi-Ipartelepek felett állt.

## Közélete

### Polgármesterei
- 1990–1994: Borbély István (MDF-SZDSZ-FKgP)[8]
- 1994–1998: Borbély István (EKgP-KDNP-MDF-MSZP-SZDSZ)[9]
- 1998–2002: Borbély István (független)[10]
- 2002–2006: Borbély István (független)[11]
- 2006–2010: Borbély István (független)[12]
- 2010–2014: Nyikos László (Fidesz-KDNP)[13]
- 2014–2019: Nyikos László (független)[14]
- 2019–2024: Nyikos László (Fidesz-KDNP-Szeretem Polgárdit Egyesület)[15]
- 2024– : Nyikos László (Fidesz-KDNP-Szeretem Polgárdit Egyesület)[1]

## Népesség
A település népességének változása:
| Lakosok száma | 6807 | 6783 | 6917 | 6872 | 6628 | 6664 | 6633 |
|               | 2013 | 2014 | 2018 | 2021 | 2022 | 2023 | 2024 |

A 2011-es népszámlálás során a lakosok 83,7%-a magyarnak, 0,7% cigánynak, 0,5% németnek, 0,1% románnak mondta magát (16,1% nem nyilatkozott; a kettős identitások miatt a végösszeg nagyobb lehet 100%-nál). A vallási megoszlás a következő volt: római katolikus 32,4%, református 11,8%, evangélikus 0,6%, görögkatolikus 0,2%, felekezeten kívüli 18,9% (35,5% nem nyilatkozott).
2022-ben a lakosság 89,6%-a vallotta magát magyarnak, 0,9% cigánynak, 0,4% németnek, 0,1-0,1% szerbnek, ukránnak és románnak, 2,2% egyéb, nem hazai nemzetiségűnek (10,2% nem nyilatkozott; a kettős identitások miatt a végösszeg nagyobb lehet 100%-nál). Vallásuk szerint 22,2% volt római katolikus, 9,3% református, 0,6% evangélikus, 0,5% görög katolikus, 0,1% ortodox, 0,6% egyéb keresztény, 1,1% egyéb katolikus, 18,3% felekezeten kívüli (47,1% nem válaszolt).

## Nevezetességek
- Szent István király római katolikus templom
- református templom
- Batthyány-vadászkastély
- Somlyó-hegyi monostorrom
- "arborétum" benne Közép-Európa legmagasabb fája (egy kiszáradt mamutfenyő)
- ifj. gróf Andrássy Gyula temetkezési helye

## Érdekességek
- A Polgárdi határában található PJ benzinkúton (ma AVIA) forgatták a Kútfejek című magyar akcióvígjátékot.

## Testvértelepülései
- Vágfarkasd, Szlovákia
- Mezőpetri, Románia
- Grafrath, Németország

## Galéria

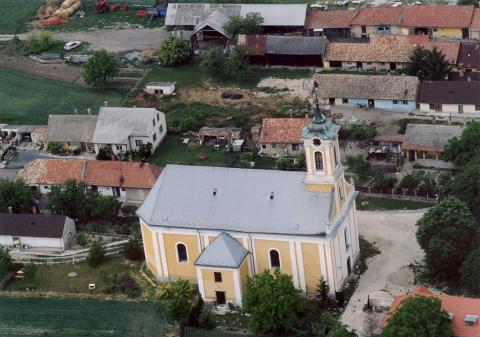
Református templom
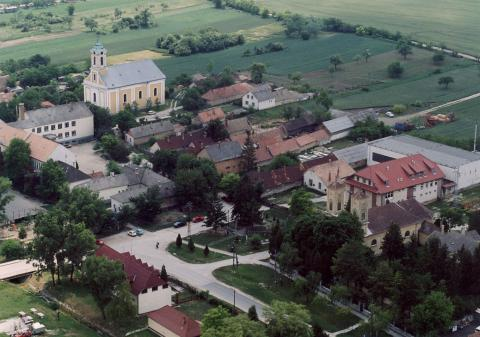
Református templom és Szent István király-templom
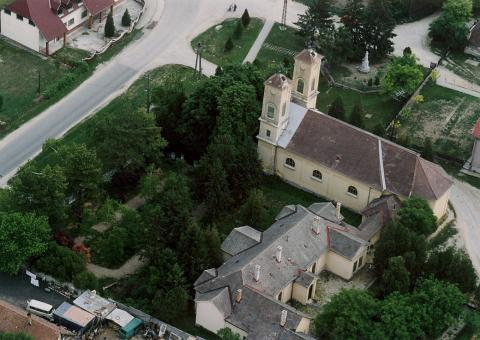
Szent István király-templom